# Demolition Hammer
A Demolition Hammer amerikai thrash metal zenekar, amely 1986-ban alakult meg.

## Története
James Reilly (gitáros, énekes) és Dennis Munoz (gitáros) 1986-ban alapították meg New York City-ben. Első demófelvételüket 1988-ban rögzítették, ami a Skull Fracturing Nightmare címet viseli. Az ezt követő évben még egy demo jellegű anyagot készítettek, Necrology címmel, majd 1990-ben megszületett a debütáló lemezük, a Tortured Existence. A 9 dalt tartalmazó korongot, a Century Media Records adta ki és manapság is klasszikusként emlegetik a stílus kedvelői.[forrás?] Következő lemezük, Epidemic of Violence 1992-ben látott napvilágot, amely szintén egy thrash metal klasszikus[forrás?], bár nem kevés death metal hatással is bír. A harmadik, egyben az utolsó nagylemezük, a Time Bomb 1994-ben jelent meg. Ez a lemez leginkább az 1990-es évekre jellemző groove-osabb hangzás és stílus szellemében készült el. A lemezen hallható a Devo nevű zenekar, Mongoloid című dalának a feldolgozása is. Ezt a dalt később a Sepultura is feldolgozta. 2008-ban a Century Media megjelentetett egy 2 lemezes válogatást, a Necrology: A Complete Anthology címmel. Ezen a kiadványon az összes kiadott dalon kívül két demo jellegű bónuszdal is szerepel.

## Diszkográfia
Stúdióalbumok
- Tortured Existence (1990)
- Epidemic of Violence (1992)
- Time Bomb (1994)

Válogatások
- Necrology: A Complete Anthology (2008)

Demók
- Skull Fracturing Nightmare (1988)
- Necrology (1989)
- Epidemic Of Violence (Promo, 1992)